# Џоукоу
Џоукоу (周口) град је Кини у покрајини Хенан. Према процени из 2009. у граду је живело 410.714 становника.

## Становништво
Према процени, у граду је 2009. живело 410.714 становника.
| 1990.   | 2000.   | 2009    |
| ------- | ------- | ------- |
| 245.718 | 329.755 | 410.714 |